# Claudio Alarco von Perfall
Claudio Alarco von Perfall (Lima, 1941) es un psicólogo peruano establecido en Alemania.

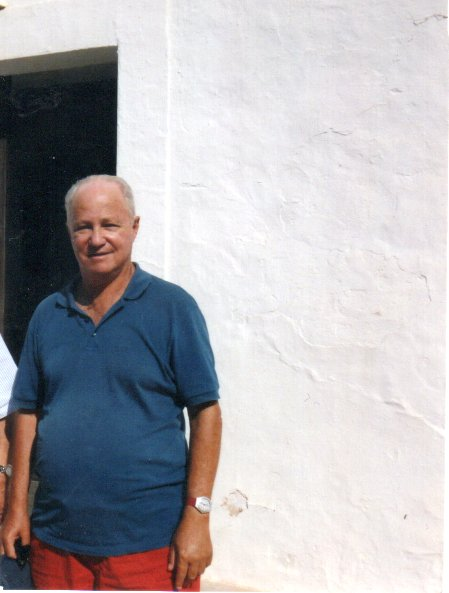
Claudio Alarco en Ibiza, España.

## Biografía
Hijo del filósofo Luis Felipe Alarco, ex-Ministro de Educación, y de la baronesa Ruth Amalie Antonie Henriette von Perfall. 

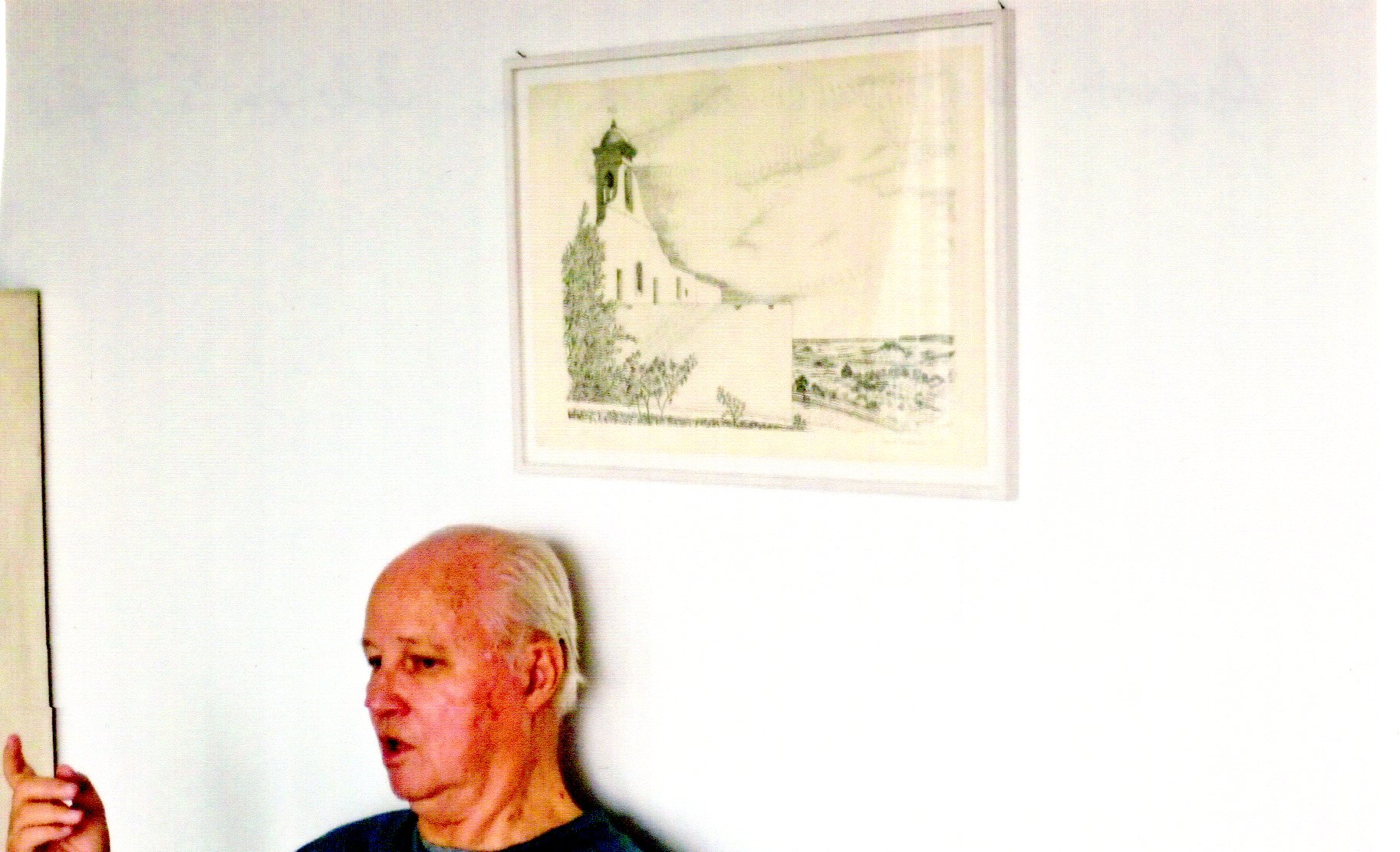
En San Rafael, Ibiza, España.

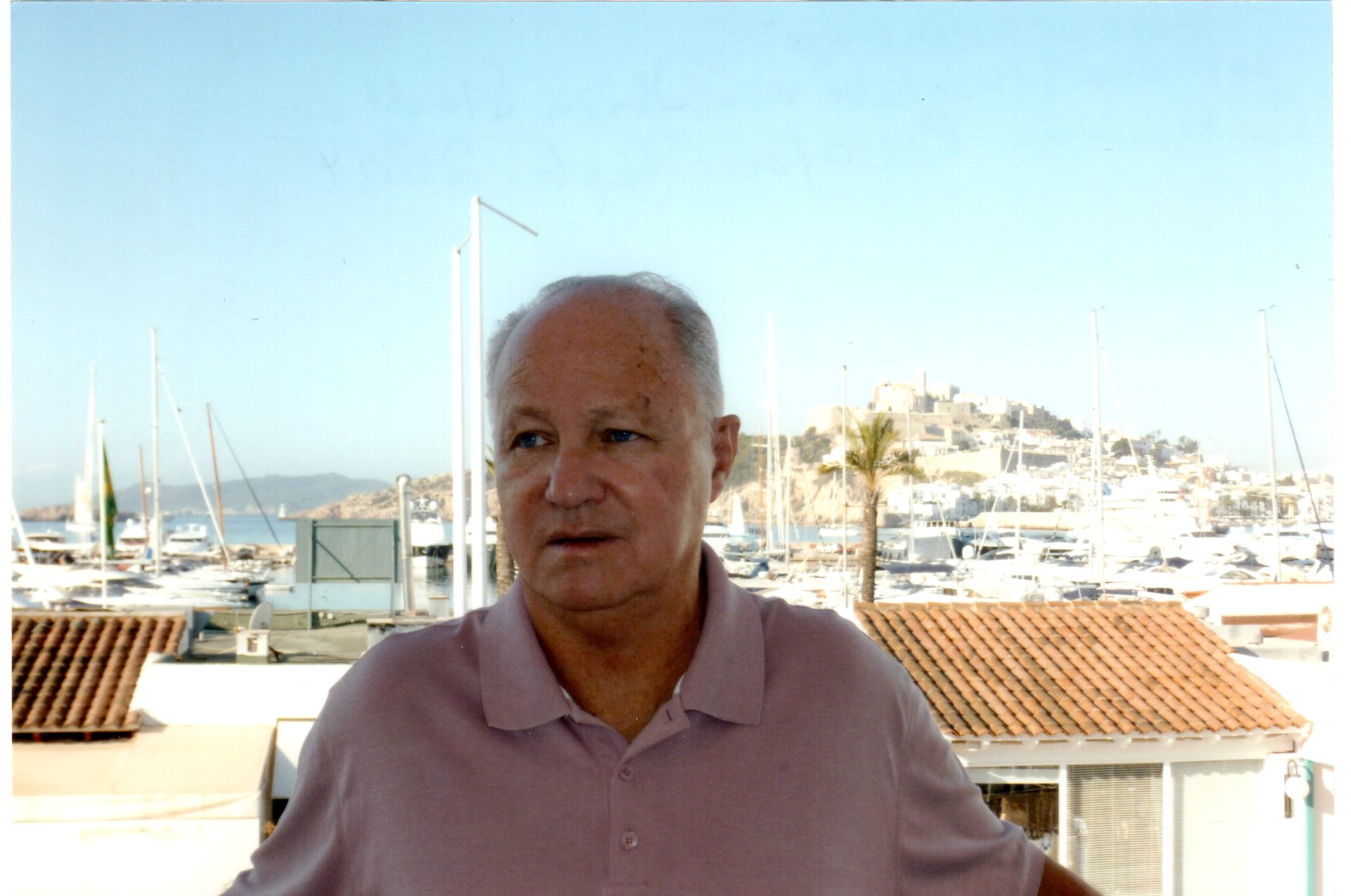
En Santa Eulalia, Ibiza, España.

Estudió en el Colegio San Pablo, internado británico en Lima, y, luego, ingresó a estudios generales en la Pontificia Universidad Católica del Perú. Siguió un año de Psicología en la Universidad Nacional Mayor de San Marcos, para después establecerse en Alemania, ingresando a la Universidad de Friburgo y a la Universidad de Colonia, donde hizo estudios completos de Psicología, Antropología cultural y Filología Románica. Se doctoró en psicología por esta última universidad en 1978. Ha ejercido la docencia más de veinte años en el Departamento de Filología Románica de la Universidad de Colonia.  

## Publicaciones
- Cultura y personalidad en Ibiza. Editora Nacional: Madrid,1981
- Diccionario de psicología individual. Editorial Síntesis: Madrid, 1999
- Diccionario de la sexualidad. Ediciones 29: Barcelona, 2000
- Diccionario de la psicología de C.G. Jung. Fondo Editorial USMP: Lima, 2011